# Corydoras froehlichi
Corydoras froehlichi es una especie de pez siluriforme del género Corydoras, de la familia de los calíctidos. Habita en aguas dulces subtropicales del centro-este de América del Sur.

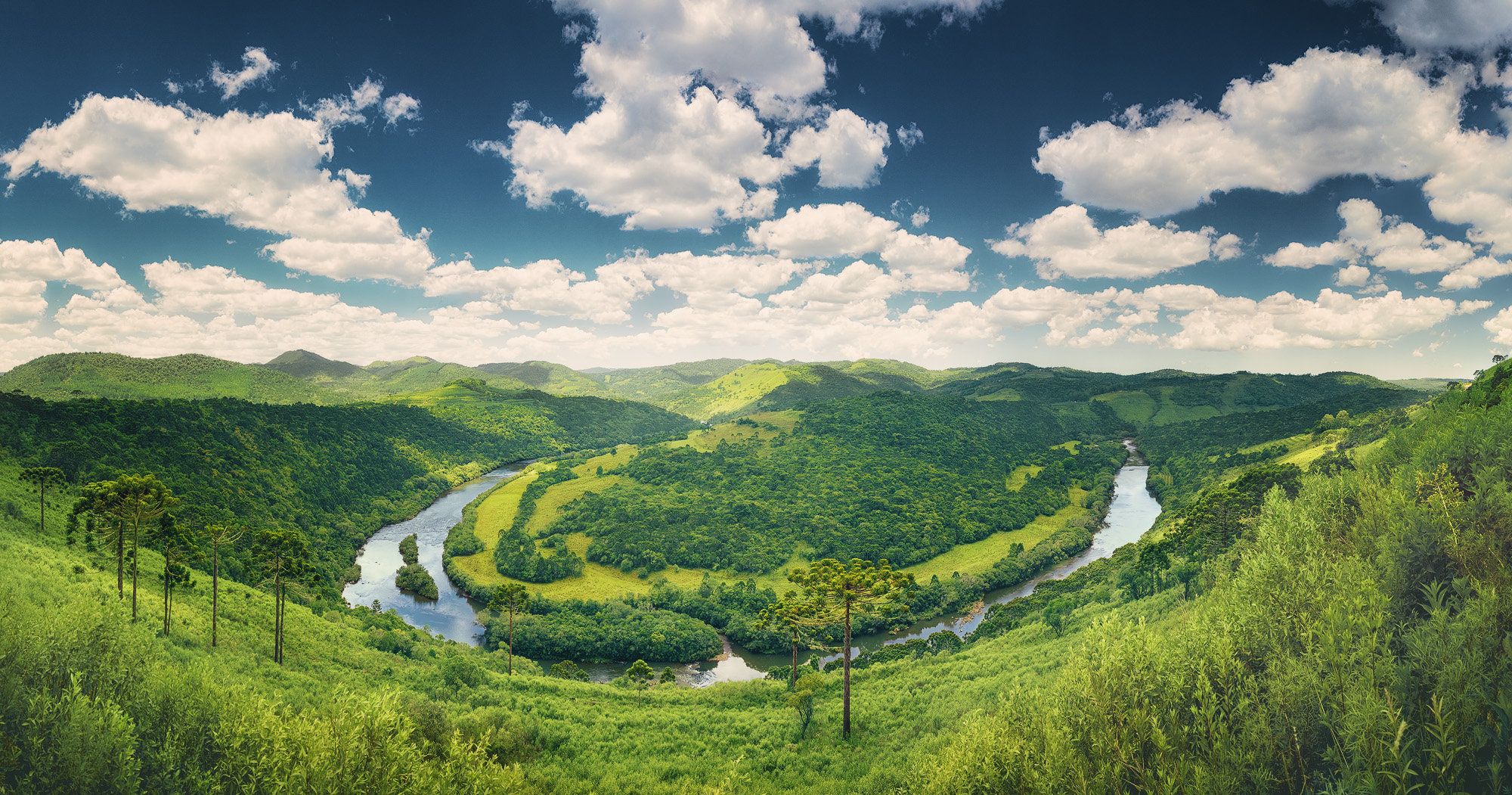
El río Pelotas, límite entre los estados Brasileños de Río Grande del Sur y Santa Catarina. Sobre este curso fluvial se constituyó la localidad tipo de Corydoras froehlichi.

## Taxonomía
Esta especie fue descrita originalmente en el año 2016 por los ictiólogos Luiz Fernando Caserta Tencatt, Marcelo Ribeiro de Britto y Carla Simone Pavanelli.
Localidad tipo
La localidad tipo referida es: “Esmeralda, en las coordenadas: 27°47′51″S 51°10′17″O / -27.79750, -51.17139, río Pelotas, estado de Río Grande del Sur, Brasil”.
Holotipo
El ejemplar holotipo designado es el catalogado como: MCP 48433; se trata de un adulto el cual midió  51,5 mm de largo total. Fue capturado el 11 de diciembre de 1988 por E. H. L. Pereira, L. Bergmann, P. Azevedo y R. E. Reis.
Etimología
Etimológicamente el término genérico Corydoras viene del griego,donde kóry es 'yelmo', 'coraza', 'casco', y doras es 'piel'. Esto se justifica en la carencia de escamas y la presencia de escudos óseos a lo largo del cuerpo.
El nombre específico froehlichi es un epónimo que refiere al apellido de la persona a quien fue dedicada, el ictiólogo Dr. Otávio Froehlich, fallecido en el año 2015.

## Distribución geográfica
Esta especie habita en cursos fluviales subtropicales del centro-este de Sudamérica pertenecientes a la cuenca del Plata y dentro de ella, a la cuenca del río Uruguay Superior, específicamente en los ríos Canoas, do Peixe y Pelotas, en los estados de Río Grande del Sur y Santa Catarina, en el sudeste de Brasil.
Es endémica de la ecorregión de agua dulce Uruguay superior.